# Richard Pepper Arden (1er baron Alvanley)
Pour les articles homonymes, voir Arden.
Richard Pepper Arden (20 mai 1744 - 19 mars 1804) est un avocat britannique et homme politique whig, qui exerce les fonctions de président de la Cour des plaids communs. Il est député de 1783 à 1801.

## Biographie
Il est né le 20 mai 1744 à Bredbury, fils de John Arden (1709-1787)  et de Mary Pepper, et baptisé le 20 juin 1744 à Stockport. Diplômé du Manchester Grammar School, il s'inscrit au Trinity College de Cambridge en novembre 1761  et obtient son baccalauréat en 1766 . Il fut admis au Middle Temple en 1769 et reçoit sa maîtrise du Trinity la même année.
Devenu conseiller du roi en 1780, il est solliciteur général pendant le ministère de Shelburne et de nouveau pendant un an sous William Pitt le Jeune. À ce moment-là, il entre au Parlement en tant que député whig de Newtown de 1783 à 1784. En 1784, il devient député d'Aldborough et est nommé procureur général et juge en chef de Chester, postes qu'il occupe jusqu'en 1788.
Le 4 juin 1788, il est à nouveau avancé pour devenir le maître des rôles et est fait chevalier le 18 juin 1788. Il est également nommé au Conseil privé cette année-là. En 1790, il quitte Aldborough pour devenir député de Hastings jusqu'en 1794, puis de Bath jusqu'en 1801.
En mai 1801, il est nommé juge en chef de la Cour des plaids communs et le 22 mai 1801, il est créé baron Alvanley, de Alvanley, dans le comté de Chester. Il décède le 19 mars 1804 et est enterré une semaine plus tard à Rolls Chapel, à Londres.
Citant Cokayne, The Peerage Complete : « Ce n’était pas un homme de grands pouvoirs oratoires, mais il possédait les qualités d’intelligence, de promptitude et d’esprit... Il serait vain de réclamer une grande distinction à Lord Alvanley. Il était un juriste averti et un homme politique prospère (...). Les quelques productions restantes de sa plume témoignent du raffinement, du goût et de la facilité d'expression. »

## Famille
Le 9 septembre 1784, il épouse Anne Dorothea Wilbraham-Bootle (1757-1825), fille de Richard Wilbraham-Bootle et de Mary Bootle. Ils ont eu six enfants :
- John Arden (1786-1787)
- Sarah Arden (-1787)
- William Arden (1789-1849), est décédé célibataire.
- Marianne Arden (-1791)
- Frances Henrietta Arden (1792–1852), mariée à Sir John Warrender de Lochend, 5e baronnet, fils de Sir Patrick Warrender de Lochend.
- Richard Arden (1792–1857), épouse Lady Arabella Vane, fille de William Henry Vane, 1er duc de Cleveland et Lady Catherine Margaret Powlett.
- Catherine Emma Arden (1794–1875)[5],[6]